# Fejervarya moodiei
Fejervarya moodiei é uma espécie de anfíbio da família Ranidae.
É endémica das Filipinas.
Os seus habitats naturais são: marismas de água doce e marismas intermitentes de água doce.